# Phytoseius gleba
Phytoseius gleba är en spindeldjursart som beskrevs av Afzal, Bashir och Muhammad Sharif Khan 2008. Phytoseius gleba ingår i släktet Phytoseius och familjen Phytoseiidae. Inga underarter finns listade i Catalogue of Life.